# 1494
1494. је била проста година.

## Догађаји

### Јун
- 7. јун — Португалски краљ Жоао II и шпански краљ Фердинанд II Арагонски су потписали споразум из Тордесиљаса о подели Новог света.

### Датум непознат
- Википедија:Непознат датум — Бања Лука се први пут помиње у повељи угарског краља Владислава II Јагелонца упућеној локалним заповједницима пограничних градова.
- Википедија:Непознат датум — Започео Први италијански рат
- Википедија:Непознат датум — Српски деспоти, Ђорђе и Јован Бранковић, су повели рат против херцега Ловре, који је имао поседе у Срему и Славонији. У децембру, деспоти су освојили Митровицу (Сремска Митровица) и поверили градску управу својим људима. Почетком 1496. године, Ђорђе се закалуђерио, а деспотску титулу је оставио млађем брату Јовану.

## Рођења
- 6. новембар — Сулејман I Величанствени, турски султан. († 1566)

### Децембар
- Википедија:Непознат датум — Амброзијус Холбајн, немачки сликар. († 1519)

## Смрти
- Википедија:Непознат датум — Доменико Гирландајо - италијански сликар ренесансе (*1449).